# Axiom (rappeur)
Pour les articles homonymes, voir Axiom.
Axiom, est un rappeur, beatmaker et producteur de musique franco-marocain né Hicham Kochman à Lille. Il dirige la société Keakr, plateforme numérique web3 dédiée aux artistes et aux fans de musique. Fondateur du premier centre de cultures urbaines français, baptisé le Flow et situé à Lille,, il est l'auteur d’un essai politique intitulé J’ai un rêve aux Éditions Denoël.
Connu pour son engagement citoyen, il est membre de différents groupes d'actions et de réflexions.

## Biographie
Né à Lille, Hicham Kochman a grandi dans la cité Moulins-Belfort. C’est à l’âge de 13 ans qu’il fait ses premiers essais dans le rap. Très tôt, influencé par la Zulu Nation, il s’oriente vers un rap engagé et humaniste. Il passe sur de petites scènes et fonde son premier groupe appelé Rebel Intellect (rap hardcore, avec notamment le titre Révolution) rebaptisé plus tard Mental Kombat (Kheper, Kaméa, Lord Bitum et DJ Amor) qui donnera naissance à l'album L'arrêt public.
Connu pour son activisme en faveur de l'égalité des droits, il monte en 1999 l'Association Kafard en référence à l'insecte, dont il utilise la symbolique pour illustrer la métaphore de pestiféré dans la société française.[réf. souhaitée]
En 2003, il monte le label indépendant Kafard Production : Mental Kombat, Juste Cause (devenu le Ministère des Affaires Populaires) et Coup de Pression.
Lors des révoltes de banlieues de 2005, il écrit (après Boris Vian et Renaud) Ma lettre au président, composée sur la Marseillaise. Il s’en prend au Ministre de l'Intérieur et à la classe dirigeante en général, et reprend le thème de l’appel à une Sixième République. Il reçoit des milliers de lettres venues du monde entier, et une réponse du président Jacques Chirac.
En 2006, Axiom enregistre son premier album solo et signe chez U.L.M (Universal Music Group). Fin 2006, il publie un recueil regroupant les écrits publiés sur son blog et permet à son public de télécharger gratuitement un street-album sur son site officiel.
Après deux ans chez Universal, il s'associe avec Luc Besson sur plusieurs projets. Il enchaîne la bande originale du film Banlieue 13 Ultimatum, produit par Luc Besson, avec notamment, le titre phare La tour des miracles. Il collabore avec Besson sur d'autres projets comme le Festival Cannes et Banlieues (2007).
En 2009, Axiom enregistre le titre Norside, organisation de lutte de droits civiques. C'est à lui qu'on[Qui ?] doit l'expression Norside pour qualifier le Nord de la France[réf. nécessaire]. Dans le cadre de l’action nationale du collectif Stop le Contrôle au Faciès, il participe au mois de novembre 2011, avec d’autres artistes (comme Doudou Masta, La Fouine, Sexion d’Assaut, Oxmo Puccino, Sefyu ou encore Lilian Thuram) à la web-série « Mon premier contrôle d’identité », qui met en lumière d’une façon originale et décalée, une étude du CNRS affirmant que les contrôles d’identité abusifs sont subis prioritairement par ceux qui sont perçus comme « jeunes » (11 fois plus), « noirs » (6 fois plus que les « blancs ») ou « arabes » (8 fois plus).
En 2011, il publie l'album Axiom a.k.a Hicham, coproduit par EuropaCorp et Kafard Production, et distribué par Sony Music. L'album oscille entre pop, hip-hop et musique du monde avec des titres comme La souris, La tour des miracles, ou encore Bagdad en duo avec Tina Arena[source secondaire souhaitée]. En octobre 2011, Axiom est sélectionné pour participer au programme International Visitor Leadership Program ; invité du gouvernement fédéral des États-Unis, il visite le pays en tant qu'observateur international.
En 2015 l’artiste crée Keakr, une application qui facilite la vie des artistes en développement. Son but est d’apporter des solutions aux artistes émergents, en leur donnant les outils pour développer leur carrière.

## Discographie

### Albums studio
- 2006 : Lille ma médina (titre)
- 2006 : Des youyous dans ma mairie (titre) feat Ministère des Affaires Populaires
- 2006 : Ma Lettre au Président (titre)
- 2006 : Axiom (album)
- 2006 : Axiom (net-album)
- 2008 : Insomnie (titre)
- 2008 : Norside (titre) feat Foudealer, Réta, Lalime, PhenoFlex, Pépite, Melj, Sakness, Latifa, Sadkiller, Kamea, Senor Karo, Shaman
- 2008 : La Tour des Miracles (B.O de B13 Ultimatum) feat Kamea
- 2011 : Bagdad (titre) feat Tina Arena
- 2011 : Axiom a.k.a Hicham (titre)
- 2011 : Axiom a.k.a Hicham (album)
- 2013 : Réparations (titre)

### Musique de films
- 2009 : Bande originale du film Banlieue 13 Ultimatum
- 2014 : Bande originale du film Piste Noire

### Albums collaboratifs
- 1999 : L'Arrêt public (album)
- 2001 : Rap superstar (maxi)
- 2003 : Sabotage (maxi)
- 2004 : La légende (album)

### Productions
- Hip Hop Classic Experience
- Juste Cause La Dette De L'Occident
- Juste Cause Président
- Coup 2 Pression Force & Honneur
- MAP Debout là d'dans
- La Légende (album)
- Sabotage (maxi)
- Rap Superstar (maxi)
- L'Arrêt Public (album)
- Rebel Intellect (maxi)
- Wise Underground Circle (Fusion Rap Metal entre Rebel Intellect et TurtleTub)